# Torpedo alexandrinsis
Torpedo alexandrinsis är en rockeart som beskrevs av Mazhar 1987. Torpedo alexandrinsis ingår i släktet Torpedo och familjen darrockor. Inga underarter finns listade i Catalogue of Life.